# Curt Siewert
Curt Siewert (Ratzeburg, 5 aprile 1889 – Hannover, 13 giugno 1983) è stato un generale tedesco della Wehrmacht durante la seconda guerra mondiale.

## Biografia
Siewert si unì al 5º reggimento di granatieri nel 1916 e fu promosso tenente nel 1918. Prestò servizio come ufficiale per l'ultima parte della prima guerra mondiale, unendosi poi al Reichswehr nel 1919. Negli anni '20 Siewert fu impiegato come capo di plotone, ufficiale dell'intelligence e aiutante di battaglione nel reparto di addestramento del distretto militare 1930-1932 e per l'addestramento del personale generale 1932/33. Successivamente fu impiegato al comando militare distrettuale III fino al settembre 1935. Nel 1935/36, fu comandante di compagnia nel 50º reggimento di fanteria.
Prese parte alla seconda guerra mondiale e dal 1941 venne nominato colonnello nello stato maggiore del XXXVIII. Armeekorps, ottenendo il comando della 58ª divisione di fanteria dal 1943 al 1945. Nel 1944 venne promosso tenente generale. Catturato dalle truppe inglesi, rimase prigioniero sino al 1948 e dal 1956 venne assunto col grado di maggiore generale (corrispondente al suo ultimo grado nella Wehrmacht) nel Bundeswehr della Repubblica Federale Tedesca nel 1956. Fino all'aprile del 1957 fu comandante generale del I corpo d'armata di stanza a Münster, ottenendo alla fine di quell'anno il comando del III corpo d'armata. Divenne quindi comandante del comando del distretto militare II della Germania, ritirandosi poi a vita privata.